# Klaudia Syguła
Klaudia Syguła (ur. 30 grudnia 1998 w Poddębicach) – polska zawodniczka mieszanych sztuk walki (MMA) wagi koguciej. Walczyła dla takich organizacji jak: ALMMA, Babilon MMA, Wotore czy FEN. Od października 2024 związana z największą organizacją MMA na świecie - UFC. 

## Osiągnięcia

### Mieszane sztuki walki
- Amatorska Liga MMA
  - 2015: Mistrzostwa Polski MMA 2015 w ograniczonej formule senior (OFS) do 66 kg (waga piórkowa) – 3 miejsce[4]
  - 2016: Mistrzostwa Polski MMA 2016 w kat. junior +57 kg – 1 miejsce[5]
  - 2017: Turniej Kobiet w ograniczonej formule senior (OFS) – 2 miejsce[6]
  - 2017: Mistrzostwa Polski MMA 2017 w kat. senior do 66 kg (waga piórkowa) – 2 miejsce[7]
  - 2018: Mistrzostwa Europy Light Contact MMA do 66 kg (waga piórkowa) – 2 miejsce[8]

### Brazylijskie jiu-jitsu
- 2017: Turniej BJJ No Gi w kat. do 66 kg (waga piórkowa) – 1 miejsce[6]

## Lista walk w MMA

### Zawodowe
| Wynik     | Bilans | Przeciwnik (bilans przed walką) | Rozstrzygnięcie                             | Runda | Czas | Rozgrywki                                   | Data       | Miejsce           | Uwagi                                |
| --------- | ------ | ------------------------------- | ------------------------------------------- | ----- | ---- | ------------------------------------------- | ---------- | ----------------- | ------------------------------------ |
| Wygrana   | 7-2    | Irina Aleksiejewa (5-2)         | Decyzja (jednogłośna)                       | 3     | 5:00 | UFC Fight Night: Hill vs. Rountree          | 21.06.2025 | Baku              |                                      |
| Przegrana | 6-2    | Melissa Mullins (6-1)           | TKO (ciosy pięściami w parterze)            | 2     | 1:20 | UFC Fight Night: Magny vs. Prates           | 09.11.2024 | Las Vegas         | Debiut w UFC.                        |
| Wygrana   | 6-1    | Julia Kucenko (6-9)             | TKO                                         | 2     | ?    | MMA GP: Kouadja vs. Maalem                  | 16.09.2023 | Le Grand-Saconnex |                                      |
| Wygrana   | 5-1    | Ana Lobżanidze (1-0)            | TKO (ciosy pięściami)                       | 1     | 1:48 | FEN 43: Energa Fight Night Szczecin         | 16.12.2022 | Szczecin          |                                      |
| Wygrana   | 4-1    | Brena Soares Cardozo (5-2)      | Decyzja (jednogłośna)                       | 3     | 5:00 | Armia Fight Night 14                        | 29.07.2022 | Kołobrzeg         | Powrót do wagi koguciej.             |
| Wygrana   | 3-1    | Zoja Litwinienko (0-1)          | Decyzja (jednogłośna)                       | 3     | 5:00 | Armia Fight Night 11: Bitwa o Niepodległość | 05.11.2021 | Łódź              | Limit umowny -64 kg.                 |
| Wygrana   | 2-1    | Daria Regil (3-0-1)             | Decyzja (jednogłośna)                       | 3     | 5:00 | Armia Fight Night 10                        | 16.07.2021 | Żywiec            | Debiut i przejście do wagi koguciej. |
| Wygrana   | 1-1    | Sylwia Maksym (0-0)             | Poddanie (dźwignia prosta na staw łokciowy) | 1     | 4:43 | Armia Fight Night Special Edition           | 08.05.2021 | Łódź              |                                      |
| Przegrana | 0-1    | Karolina Sobek (1-0)            | Poddanie (naciskówka)                       | 3     | 1:13 | Armia Fight Night 9                         | 22.01.2021 | Mińsk Mazowiecki  | Debiut w wadze piórkowej.            |

### Amatorskie (niepełna)
| Wynik     | Bilans | Przeciwnik (bilans przed walką) | Rozstrzygnięcie                             | Runda | Czas | Rozgrywki                                           | Data       | Miejsce     | Uwagi                                              |
| --------- | ------ | ------------------------------- | ------------------------------------------- | ----- | ---- | --------------------------------------------------- | ---------- | ----------- | -------------------------------------------------- |
| Wygrana   | 5-4    | Sara Jóźwiak (6-0)              | Poddanie (dźwignia prosta na staw łokciowy) | 2     | ?    | Wieczór Walk 6: Live in Studio                      | 25.07.2020 | Kraków      |                                                    |
| Przegrana | 4-4    | Sabrinna de Sousa (1-0)         | Poddanie (dźwignia prosta na staw łokciowy) | 2     | 2:52 | IMMAF-WMMAA: Amateur World Championships 2019 Day 3 | 13.11.2019 | Manama      |                                                    |
| Wygrana   | 4-3    | Tatjana Laszuk (0-1)            | Poddanie (duszenie zza pleców)              | 1     | 1:32 | IMMAF-WMMAA: Amateur World Championships 2019 Day 2 | 12.11.2019 | Manama      |                                                    |
| Wygrana   | 3-3    | Oliwia Załuska (1-3)            | Poddanie (duszenie zza pleców)              | 2     | 1:45 | Babilon MMA 8: Babilon Fight Night 1                | 31.05.2019 | Pruszków    |                                                    |
| Przegrana | 2-3    | Weronika Eszer (4-0)            | Decyzja                                     | 2     | 4:00 | ALMMA 151: Mistrzostwa Europy Amatorskiego MMA      | 12.05.2018 | Puszczykowo | Walka o Mistrzostwo Europy Light Contact do 66 kg. |
| Wygrana   | 2-2    | Timea Belik (0-2)               | Decyzja                                     | 1     | 4:00 | ALMMA 151: Mistrzostwa Europy Amatorskiego MMA      | 12.05.2018 | Puszczykowo |                                                    |
| Przegrana | 1-2    | Paulina Giemza (10-0)           | Poddanie (duszenie zza pleców)              | 1     | 2:18 | ALMMA 140: Mistrzostwa Polski MMA 2017              | 19.11.2017 | Sochaczew   | Walka o Mistrzostwo Polski 2017 senior do 66 kg.   |
| Wygrana   | 1-1    | Dominika Kurasz (0-0)           | Poddanie (dźwignia prosta na staw łokciowy) | 1     | 1:08 | ALMMA 140: Mistrzostwa Polski MMA 2017              | 19.11.2017 | Sochaczew   | Debiut w wadze piórkowej.                          |
| Przegrana | 0-1    | Paulina Borkowska (1-1)         | Decyzja                                     | 1     | 4:00 | ALMMA 132: Puchar Polski MMA 2017                   | 14.05.2017 | Sochaczew   | Waga otwarta (bez limitu kg).                      |

### MMA na gołe pięści
| Wynik   | Bilans | Przeciwnik     | Rozstrzygnięcie               | Runda | Czas | Rozgrywki | Data       | Miejsce  | Uwagi                                                                        |
| ------- | ------ | -------------- | ----------------------------- | ----- | ---- | --------- | ---------- | -------- | ---------------------------------------------------------------------------- |
| Wygrana | 1-0    | Karolina Sobek | TKO (poddanie przez narożnik) | 1     | 2:31 | Wotore 2  | 23.05.2019 | Nieporaz | Pierwsza w Polsce walka na gołe pięści kobiet. Waga otwarta (bez limitu kg). |

## Lista walk na zasadach niestandardowych
| Wynik   | Bilans | Przeciwnik     | Rozstrzygnięcie               | Runda | Czas | Rozgrywki           | Data       | Miejsce | Uwagi                                                                                      |
| ------- | ------ | -------------- | ----------------------------- | ----- | ---- | ------------------- | ---------- | ------- | ------------------------------------------------------------------------------------------ |
| Wygrana | 1-0    | Ewa Piątkowska | TKO (poddanie przez narożnik) | 2     | 3:00 | Fame 21: Pretendent | 18.05.2024 | Gliwice | Specjalne zasady: 1 runda boks, 2 runda kick-boxing/k-1, 3 runda MMA. Limit umowny -68 kg. |